# مايك هافيلاند
مايك هافيلاند (بالإنجليزية: Mike Haviland)‏ هو لاعب هوكي الجليد أمريكي، ولد في 24 يوليو 1967 في بلدة ميدلتاون (نيو جيرسي) ‏ في الولايات المتحدة.

## وصلات خارجية
- مايك هافيلاند على موقع EliteProspects.com (الإنجليزية)
- مايك هافيلاند على موقع HockeyDB.com (الإنجليزية)